# Девушка (фильм, 1960)
«Девушка» (исп. La joven, англ. The Young One) — чёрно-белая драма режиссёра Луиса Бунюэля по рассказу Питера Мэттьессена «Путешественник» (англ. Travelin’ Man). Картина снята в Мексике. Один из двух (наряду с «Робинзоном Крузо») фильмов Бунюэля снятых на английском языке. Премьера фильма состоялась в мае 1960 года на Каннском кинофестивале.

## Сюжет
Егерь Миллер живёт на отдалённом острове побережья Каролины. Он влюблён в наивную девушку Эвелин. В это время на остров приплывает чернокожий музыкант Трейвер, спасшийся бегством от суда Линча по ложному обвинению в изнасиловании. Миллер желает изгнать Трейвера с острова, но темнокожий нравится Эвелин и она защищает его. Прибывший с материка священник обнаруживает беглеца. Миллер встаёт перед необходимостью отдать Трейвера на растерзание толпы и потерять вес в глазах Эвелин…

## В ролях
- Закари Скотт — Миллер
- Берни Хэмилтон — Трейвер
- Кей Мирсман — Эвелин
- Крейан Дентон — Джексон
- Клаудио Брук — отец Флитвуд

## Съёмочная группа
- Постановка: Луис Бунюэль
- Сценарий: Хьюго Батлер, Луис Бунюэль, Питер Мэттьессен
- Оператор: Габриэль Фигероа
- Продюсер: Джордж П. Уэркер
- Художник-постановщик: Хесус Брачо
- Композитор: Чучо Сарсоса
- Звукорежиссёр: Хосе Карлес
- Монтаж: Карлос Саваж

## Награды и номинации
- 1960 - Каннский кинофестиваль[2]:
  - особое упоминание - Луис Бунюэль
  - номинация на «Золотую пальмовую ветвь» - Луис Бунюэль

### Рецензии
- Review by Fernando F. Croce
- Review by Jeffrey M. Anderson
- Review by Marilyn Ferdinand
- A rarely seen provocative racially and Lolita-like themed drama
- The «Commercial» Life of Luis Bunuel
- «The Young One» Sees Luis Buñuel Tackle the American South